# 85585 Mjolnir
85585 Mjolnir este o planetă minoră (asteroid potențial periculos⁠(d)) din Asteroid Apollo. A fost descoperită pe 21 martie 1998 la Goodricke-Pigott Observatory⁠(d) de Roy A. Tucker⁠(d) și a fost numită după Ciocanul lui Thor. 
Obiectul prezintă o orbită caracterizată de o semiaxă mare de 1,2975876501429 UAi, o excentricitate de 0,3562, o înclinație de 4,083 ° în raport cu ecliptica.